# أحلك العقول (فلم)
أحلك العقول (بالإنجليزية: The Darkest Minds) فيلم خيال علمي أمريكي  من إخراج جنيفر يوه نيلسون و كتبه تشاد هودج، الفيلم مبني علي رواية تحمل نفس الاسم كتبها الكسندرا براكن. الفيلم من بطولة أماندلا ستينبرغ، هاريس ديكنسون، ماندي مور، غويندولين كريستي ويتبع مجموعة من المراهقين  في حالة فرار من الحكومة في ظروف غامضة بعد حصولهم على قوى خارقة. صدر الفيلم في الولايات المتحدة في 3 آب / أغسطس 2018، عن طريق شركة تونتيث سينتشوري فوكس. الفيلم تلقى ملاحظات سلبية من النقاد و حقق ايرادات تبلغ 40.7 مليون في جميع أنحاء العالم و كانت ميزانية الإنتاج تبلغ 34 مليون دولار.

## الطاقم
- أماندلا ستينبرغ في دور روبي دالي, فتاة في سن المراهقة لديها القدرة على الوصول إلى عقول الناس،تهرب من معسكر وتجد مجموعة من الهاربين وتبحث معهم عن النهر الشرقي.
  - ليديا جيويت في دور الشابة روبي
- هاريس ديكنسون في دور ليام ستيوارت, طفل لديه القدرة علي التحريك الذهني
- سكيلان بروكس في دور شبس, طفل فائق الذكاء ف.
- ميا تشيك في دور  "زو"
- باتريك جيبسون في دور كلانسي جراي
- ماندي مور في دور الدكتور كيت كونور
- غويندولين كريستي  في دور السيدة جين
- جولدن بروكس في دور مولي دالي
- والاس لانغام في دور الدكتور الوالي
- مارك أوبراين في دور روب المروج
- برادلي ويتفورد رئيسا الرمادي ، كلانسي الأب

### تصوير
التصوير الرئيسي للفيلم بدأ في نيسان / أبريل عام 2017 في أتلانتا، جورجيا.

## الاستقبال

### شباك التذاكر
اعتبارا من 4 سبتمبر عام 2018 ، أحلك العقول حقق 12.6 مليون دولار في الولايات المتحدة و كندا,  28.3 مليون دولار في باقي أنحاء العالم، المجموع الإجمالي في جميع أنحاء العالم من 41 مليون دولار و كانت ميزانية الإنتاج تبلغ 34 مليون دولار.

## روابط خارجية
- مقالات تستعمل روابط فنية بلا صلة مع ويكي بيانات

لا توجد روابط لمواقع التواصل الاجتماعي.